# Leonardo Greco
Leonardo Greco (Buenos Aires, 14 de julio de 1958) es un presentador de radio y televisión, músico, autor, locutor, docente y productor argentino.

## Biografía
Cursó sus estudios en el Instituto Superior de Enseñanza de Radiodifusión ISER y obtuvo su título de Locutor Nacional en 1979. Hizo su debut en Radio del Pueblo en 1980. Es conocido dentro y fuera de su país tanto por su trabajo como productor y presentador de El Mundo de Disney como por su amplia trayectoria en las  más conocidas emisoras de radio y televisión de la República Argentina. Actualmente es profesor en la Universidad Nacional de La Matanza  donde también participa de las actividades de extensión universitaria; los sábados de 13:00 a 16:00 horas condujo el programa Vení cuando quieras (programa de radio) por AM 1030 Radio del Plata hasta el 29 de junio de 2019. A partir del 22 de julio del mismo año comenzó nuevamente a conducirlo pero por AM 680 Radio Magna de la ciudad de San Martín, provincia de Buenos Aires que concluyó en mayo de 2020. A partir del 13 de junio de 2020 comenzó un nuevo ciclo por AM 530 Somos Radio, la radio de las Madres de Plaza de Mayo, los sábados de 14:00 a 16:00 horas. Desde julio de 2022 condujo el programa Leo Greco con K en Radio Caput, los miércoles de 13:00 a 15:00 horas hasta marzo de 2025. A partir del 20 de marzo de 2025 comenzó un nuevo ciclo de su programa en el Canal 22 Web de la República Argentina.

## Televisión
Comenzó como conductor y productor de «La Hora de los Juegos», un programa emitido por el Canal 11 (hoy Telefe) en 1985 junto a Raúl Portal y Virginia Hanglin. En 1986 tiene participación periodística en el programa «Aquí y ahora», junto a Fernando Bravo, Mauro Viale y Mónica Gutiérrez, emitido por ATC.  En 1988 como periodista y locutor en el inicio de la señal Cablevisión Noticias CVN. En el Canal 9 Flavia Palmiero produjo La ola está de fiesta, durante 1989-1990, Leonardo Greco hizo la voz del personaje Pelín.
Desde 1990 hasta 1995 fue productor y presentador en Telefe de El Mundo de Disney; TV Host en Walt Disney Studios de 1991 a 1996; en 1994-1995 MC de Walt Disney Entertainment; condujo para Disney Broadcasting TV, los eventos «Easter parade»  y «Christmas parade» para Chile, Venezuela, Argentina y México. En 1998 fue conductor en el programa «Por quererte tanto» de Patricia Miccio que se emitió por América TV. También trabajó junto a Juan Alberto Badía, Hernán Chiozza y Andrea Campbell en el programa «Corazón, corazón» que se emitió por el Canal 9 en 1997. Tsu Cosméticos (quebró en marzo de 2019) fue una fábrica que llegó a tener su propio programa de televisión que se emitió por Crónica TV y América TV: Tsu Negocio, conducido por Leonardo Greco en 1997 y 2005.
En ATC condujo el programa «Así como es!» durante 1999. En el mismo año fue el presentador humorístico de «La ventana de América»  para la productora Ideas del Sur de VideoMatch.
En 2013 por el Canal 9 de Paraná, provincia de Entre Ríos, conocido como Nueve Litoral, condujo junto a Majo Martino, Andrés Martino y Evangelina Ramallo «Arriba Entre Ríos» un magacín de interés general. Desde 2014 a 2017 condujo Trabajo argentino por el Metro y en 2018 Periodismo de Periodistas -PdP- por Revolución Popular Noticias Canal 22.  Desde marzo de 2020 conduce el programa de interés general «Poné los fideos» por Canal 22 Web, primer canal web de la República Argentina los viernes a partir de las 19:00 horas.

## Radio
A partir de 1980 comenzó a trabajar en el noticiero de Radio del Pueblo. Entre 1982-1986 fue locutor comercial en Radio Mitre en «Sport 80» con Víctor Hugo Morales, colaborador periodístico de Bernardo Neustadt entre 1984-1986 y, siempre en la misma radio, también condujo su primer programa: «Noche y día» en 1986.  Locutor de planta entre 1983-1986 en Radio América (Argentina). Conductor por dos temporadas de «Radioshow» 1987-1988 (obtuvo el premio Martín Fierro en 1988) y la de 2005-2009 ambas por Radio del Plata. También condujo «¡A jugar!» por la misma radio en 2005. Por Radio Argentina durante 1990 condujo «La mañana de Argentina» junto a Beto César, Canela y Alicia Petti. En las temporadas 1989 y 1990 reemplazó a Héctor Larrea, conductor histórico de «Rapidísimo» un programa que hizo escuela en la radiodifusión argentina junto a Rina Morán, Beba Vignola, Mario Sánchez, Mario Sapag y Luis Landriscina.  Por Radio La Red condujo en 1993-1994 «La tarde de La Red»  junto a Paulo Vilouta y Martín Visuara. En 1997 conduce y produce un Talk Radio «Los fanáticos del fin de semana» por Radio Splendid. En 1998 conduce «El nuevo Show» por Radio El Mundo junto a Juana Patiño y Carlos Russo. Durante 2001-2005 y junto a María Esther Sánchez fue el presentador y conductor, en  Radio de la Ciudad, del programa «Luces vivo Buenos Aires» que en 2002 recibió el Premio Ondas que otorga Radio Barcelona de la Cadena SER. Entre 2008-2011 por FM 92.3 La Radio junto a Fernando Menéndez condujo «Nunca es tarde». Por FM 98.1 Radio Calamuchita, provincia de Córdoba (Argentina) y durante 3 temporadas, condujo «Grecorriendo el Valle». En 2015, reemplaza a Beto Casella en «Levantado de 10»  y condujo «La mañana» ambos por Radio 10.

## Teatro
En 2011-2012 fue el productor, junto con Lisandro Carret, de la obra teatral «Ponete en mis zapatos» de Ana von Rebeur dirigida por Carlos Evaristo en gira por distintas provincias de la República Argentina; participó en los Premios Carlos 2012 de Villa Carlos Paz, provincia de Córdoba (Argentina) nominada como mejor comedia y premio Revelación Femenina a Mónica Greco.
En 2017 protagonizó «Del pato Donald al #macrigato»  con libro, dirección y acompañamiento sobre el escenario de Carlos Balmaceda en diferentes ciudades de la República Argentina.

## Premios
- Premios Martín Fierro de Argentina 1988,[50] magazine diario «Radioshow» emitido por AM 1030 Radio del Plata durante el período 1987-1988.

- Premio Santa Clara de Asís de Argentina 1991,[51] programa diario «El mundo de Disney» emitido por el canal Telefe de la televisión argentina durante el período 1990-1995.

- Premios Martín Fierro de Argentina 1994, Mención Especial[52][53] al Teletón emitido por Telefe «Juntos por un amiguito», en conducción con Xuxa, Marcelo Tinelli, Fernando Bravo, Quique Wolff y Leonardo Simons.

- Premios Ondas de España 2002,[54] programa diario «Luces vivo Buenos Aires» emitido por LS1 Radio de la Ciudad, Argentina durante el período 2001-2005. Se trató de un programa de emisión diaria y en directo dedicado al ámbito cultural y del espectáculo.